# Hicham Dguig
Hicham Dguig (en arabe : هشام الدكيك), né le 6 mai 1972 à Kénitra (Maroc), est un ancien joueur de futsal international marocain. Il est l'actuel sélectionneur de l'équipe du Maroc futsal.
Arrivé à la tête de la sélection marocaine de futsal en 2010, il devient l'artisan des meilleures performances de l'histoire en remportant la Coupe arabe des nations à deux reprises, la Coupe d'Afrique des nations à trois reprises, la Coupe méditerranéenne de futsal et en emmenant sa sélection en quarts-de-finale de la Coupe du monde 2021.

## Biographie

### Equipe du Maroc (2000-2007)
Hicham Dguig est international marocain jusqu'en 2007.

### Carrière en tant qu'entraîneur
Après sa carrière de joueur, Hicham Dguig devient l'entraîneur de l'équipe espoir du KAC de Kénitra. Alors que l'équipe première se retrouve sans entraîneur après le limogeage d'Oscar Fulloné le 28 décembre 2010, Hicham Dguig prend provisoirement les rênes de l'équipe qui évolue alors en Botola Pro, aux côtés de Mohamed Boussati, avant que ces derniers soient remplacés par Abdelkhalek Louzani le 7 janvier 2011. Au total, Hicham Dguig aura disputé deux matchs : le 1er janvier 2011 contre le MA Tétouan (défaite, 2-0) et le 7 janvier 2011 contre le Wydad AC (match nul, 0-0).
En 2010, il est nommé nouveau sélectionneur de l'équipe du Maroc de futsal par le directeur technique de la Fédération royale marocaine de football, Nasser Larguet. Hicham Dguig succède ainsi à Hassan Rhouila. Hicham Dguig est alors directement lancé dans le bain de la première édition des Jeux Méditerranéens qui a lieu en Libye. Dguig clôture l'année 2010 avec la distinction individuelle du meilleur entraîneur de la compétition. Cependant, le Maroc termine à la 5e position. Les Lions de l'Atlas sont éliminés en quarts de finale par les champions Croates sur une défaite de 5-1.
Le 25 juin 2012, l'équipe du Maroc écrit son histoire en se qualifiant pour la première fois à une Coupe du monde de futsal FIFA, grâce à une double confrontation face au Mozambique (aller : victoire, 6-2 à Maputo ; retour : défaite, 4-1 à la salle Ibn Yassine de Rabat). L'international marocain Adil Habil joue un grand rôle dans cette double confrontation en inscrivant deux buts. L'Egypte et la Libye sont les deux autres pays qualifiés pour la Coupe du monde 2012 en Thaïlande. En septembre, les deux internationaux marocains Amine El Yaghzi et Ismail Khayati, joueurs du Sebou Kénitra, perdent la vie dans un accident de la route. L'événement bouleverse le monde du futsal ainsi que le Maroc. Les préparations sont alors mis en pause par le sélectionneur Hicham Dguig. Le Maroc dispute malgré tout deux matchs amicaux face à la France, le premier se solde sur un nul (1-1) et le deuxième sur une victoire marocaine (4-2).
Le 22 octobre 2012, en manque de confiance, la sélection marocaine prend son envol vers la Thaïlande pour prendre part à un groupe composé du Maroc, du Panama, de l'Iran et l'Espagne. Les Marocains sont battus d'entrée en Thaïlande avec un record historique de buts encaissés face au Panama (défaite, 8-3). Défaits également face à l'Iran (2-1) et l'Espagne (5-1), les Marocains sont éliminés en phase de groupe. La Coupe du monde de futsal est quant à elle remportée par le Brésil après une finale face à l'Espagne.
Quelques mois plus tard, Hicham Dguig adopte une nouvelle approche en construisant son équipe notamment au tour de joueurs expérimentés tels que Soufiane El Mesrar et Bilal Bakkali du Dynamo Kénitra ou encore les joueurs du Feth Settat : Youssef El Mazray et Saad Knia. Le Maroc réalise ses meilleures performances lors de la Coupe d'Afrique en Afrique du Sud et finit par remporter la compétition grâce à une victoire de 3-2 face à l'Egypte le 24 avril 2016 à Johannesbourg,. Les Marocains sont alors directement qualifiés pour la Coupe du monde 2016 en Colombie, suivis de l'Egypte et du Mozambique, qui termine troisième de la CAN,.
Plus tard dans l'année, les tirages au sort désignent un groupe pour le Maroc, composé de l'Azerbaïdjan, de l'Iran et de l'Espagne,. Le 12 septembre 2016, le Maroc dispute son premier match de la Coupe du monde face à l'Azerbaïdjan à Medellín (défaite, 0-5),. Les deux autres matchs face à l'Iran (défaite, 5-3) et l'Espagne (défaite, 4-3) sont également perdus par les Marocains, ce qui constitue une nouvelle désillusion en Coupe du monde. Cette édition de Coupe du monde 2016 est remportée par l'Argentine.
Entre 2016 et 2019, le Maroc dispute un grand nombre de matchs amicaux, avant de se qualifier automatiquement pour la Coupe d'Afrique des nations 2020 en tant que pays hôte. En tant que pays hôte, le Maroc se retrouve dans le groupe A accompagné de la Libye, de la Guinée-Equatoriale et de l'Île Maurice. Le Maroc termine premier de son groupe avec 9 points sur 9 et tous les matchs sont disputés à la salle Hizam de Laâyoune. Le 5 février 2020, le Maroc dispute la demi-finale face à l'Angola (victoire, 4-0) avant de remporter son deuxième titre consécutif en battant l'Egypte en finale (victoire, 5-0). Le Maroc se qualifie de nouveau pour la Coupe du monde, suivi de l'Egypte et de l'Angola qui termine troisième.
Alors que le Maroc se prépare à disputer la Coupe du monde de futsal de 2021, la Coupe arabe des nations a lieu en mai 2021, ce qui facilite la préparation aux Lions de l'Atlas. Le 21 mai 2021, le Maroc dispute son premier match officiel de l'année face aux Emirats arabes unis à l'occasion de la première journée de la Coupe arabe des nations (victoire, 5-1). Le Maroc réalise un sans-faute lors de son parcours et parvient à remporter son premier titre de champion arabe. Lors de cette compétition, le Maroc inscrit 26 buts et n'en encaisse que deux.
Qualifié pour la Coupe du monde 2021, il devient le premier entraîneur de futsal au monde à se qualifier à trois Coupes du monde de futsal d'affilée. Il atteint les quarts de finale et est éliminé par le Brésil sur une courte défaite (1-0). Après l'élimination du Maroc, Hicham Dguig reçoit les éloges du monde du sport marocain, notamment aussi du sélectionneur de l'équipe de football du Maroc, Vahid Halilhodžić,. En décembre 2021, Dguig est mandaté par la FIFA pour mener une mission de formation d'entraîneurs locaux en Algérie. En janvier 2022, il est nommé à la 22e édition du prix FutsalPlanet Awards pour le prix du meilleur entraîneur au monde,,,. C'est finalement le sélectionneur portugais Jorge Braz, champion du monde en titre, qui remporte le prix.
Après un peu moins d'un an de matchs amicaux, les Marocains retrouvent les compétitions en participant en juin 2022 à l'édition 2022 de la Coupe arabe des nations qui a lieu en Arabie saoudite. Le Maroc se trouve alors dans un groupe composé du Koweït, de la Somalie et de la Mauritanie. Moins en place lors du premier match malgré une victoire de 6-4, la sélection marocaine affole les compteurs à Dammam dans les deux autres matchs en faisant 16-0 face à la Somalie (record historique) et 13-0 face à la Mauritanie. En finale, les Marocains battent les Irakiens sur le score de 3-0, remportant ainsi le deuxième titre consécutif du champion arabe,,.
En septembre 2022, il remporte la Coupe des confédérations de futsal en Thaïlande. Lors du retour de la sélection marocaine au pays, elle est accueillie par une foule de supporters à Kénitra. Les joueurs, entraîneur et staff technique sont également reçus par le président de la Fédération royale marocaine de football, Fouzi Lekjaa, pour une cérémonie de réception en l’honneur de l’équipe nationale de futsal. Dguig reçoit également les éloges du nouveau directeur technique de la fédération marocaine, Chris van Puyvelde. Quelques jours après la compétition, le nouveau classement mondial de futsal est publié, hissant le Maroc à la 8e place mondiale.
Disputant la Coupe arabe du 6 au 16 juin 2023 à Djeddah (Arabie saoudite), il parvient à remporter la troisième d'affilée, grâce à une finale remportée contre le Koweït dans un match maîtrisé par le Maroc (7-1).
Prenant part à la CAN 2024 au Maroc, il parvient à remporter la finale contre l'Angola (5-1),.
En septembre 2024, il participe à la Coupe du monde en Ouzbékistan. Il parvient à atteindre les quarts de finale, éliminé par le Brésil, qui finira par remporter cette édition de Coupe du monde (défaite, 3-1). Lors de l'après-Coupe du monde, il rajeunit l'effectif en convoquant des éléments du Maroc -23 ans comme Mustapha Rabou, Issam Ahssen, Mouad Sena, Marouane Ettamari, Reda Madih, Badr El Guenbouai ou encore Ihab Charrady.

## Palmarès

### En tant qu'entraîneur
Depuis 2010, Hicham Dguig est le sélectionneur de l'équipe du Maroc de futsal et remporte au total neuf titres internationaux.
| Équipe du Maroc de futsal (11) | Distinctions individuelles et records |
| --- | --- |
| - Coupe d'Afrique des Nations (3) - Champion : 2016, 2020 et 2024 - Coupe arabe des nations (3) - Champion : 2021,2022 et 2023 - Coupe des confédérations (1) - Vainqueur : 2022 - Tournoi UNAF (en) - Finaliste : 2010. - Tournoi international de Changshu (1) - Finaliste : 2018. - Vainqueur : 2019. - Tournoi international de Poreč (1) - Vainqueur : 2020. - Tournoi international de Rabat (1) - Vainqueur : 2023, - Tournoi international de Croatie (1) - Vainqueur : 2023 | - Jeux méditerranéens de futsal - Meilleur entraîneur de l'édition 2010. - Prix FutsalPlanet - Nommé en 2022 pour la catégorie meilleur entraîneur de futsal au monde. - Meilleur entraîneur de futsal au monde en 2023. - Coupe du monde de futsal - Premier sélectionneur à participer à trois Coupes du monde d'affilée. |

## Sources
- A. Kitabri, « Entretien avec Hicham Dguig, patron du futsal national : « Nous sommes sur le bon chemin, mais beaucoup reste à faire ! » », L'Opinion (Maroc),‎ 4 juin 2021 (lire en ligne)
- Mustapha Ennasri, « Hicham Dguig, un entraîneur qui a tracé son chemin en toute discrétion », Al Bayane,‎ 14 juin 2021 (lire en ligne)